# Kościół Santi Giovanni e Paolo w Rawennie
Kościół Santi Giovanni e Paolo (kościół św. Jana i Pawła, znany też jako chiesa di Sant’Angelo Custode lub Santi Angeli Custodi (kościół św. Anioła Stróża lub Świętych Aniołów Stróżów) – rzymskokatolicki kościół w Rawennie, zbudowany przypuszczalnie w VI wieku i przebudowany w XVIII wieku w stylu barokowym. Jest kościołem rektorskim i filialnym w parafii katedralnej San Giovanni in Fonte, należącej administracyjnie do archidiecezji Ravenna-Cervia.

## Historia i architektura
Pierwotny kościół Santi Giovanni e Paolo zbudowany został przypuszczalnie w VI wieku. Był położony wewnątrz romańskiego oppidum, w sąsiedztwie murów miejskich i w pobliżu bramy, od której wziął swoje wezwanie. Ważne świadectwo związane z kościołem jest zawarte w Życiu św. Marcina Wenancjusza Fortunata, znajdującym się z kolei w Historii Longobardów Pawła Diakona. Wnętrze pierwotnego kościoła było trzynawowe, przedzielone ceglanymi filarami. Począwszy od 737 roku w kościele świętowano rocznicę zwycięstwa mieszkańców miasta nad wojskami cesarza Justyniana II. Przez stulecia kościół zmniejszył swoje rozmiary, obejmując ostatecznie tylko część nawy głównej pierwotnego kościoła. W X wieku przeszedł renowację. W 1670 roku otwarto przy nim kaplicę boczną poświęconą Aniołowi Stróżowi. Założono w niej Bractwo Aniołów Stróżów (Confraternita degli Angeli Custodi), dzięki którym kościół otrzymał swoje drugie wezwanie – Świętego Anioła Stróża lub Świętych Aniołów Stróżów. Ich święto jest obchodzone jest 2 października. W 1758 roku kościół został przebudowany przez Domenica Barbianiego, który odwrócił jego plan wznosząc fasadę w miejscu pierwotnej apsydy. Osobliwa, średniowieczna kampanila, pochodząca być może z IX wieku, została zbudowana na planie kwadratu do wysokości kościoła, a wyżej – na planie okręgu, i jest jedną z najstarszych zachowanych dzwonnic w mieście.

## Wnętrze
Obecny kościół w stylu barokowym wznosi się na planie krzyża łacińskiego i ma bogatą dekorację stiukową. Z pierwotnej konstrukcji zachowała się tylko część murów obwodowych. W kościele znajdowała się niegdyś marmurowa ambona z 597 roku (obecnie w Muzeum Arcybiskupim). Składa się ona z trzech części: środkowej, na planie półkola i dwóch bocznych, prostokątnych. Jest bogato dekorowana motywami zwierzęcymi, a w górnych częściach paneli bocznych znajdują się płaskorzeźby przedstawiające patronów kościoła, Świętych Jana i Pawła. W kościele zachowały się freski Cesare Prontiego z 1671 roku oraz obrazy Gioacchina Muzzarellego, Pietra Ciomei i wspomnianego Prontiego.